# Đức Mẹ Pontmain

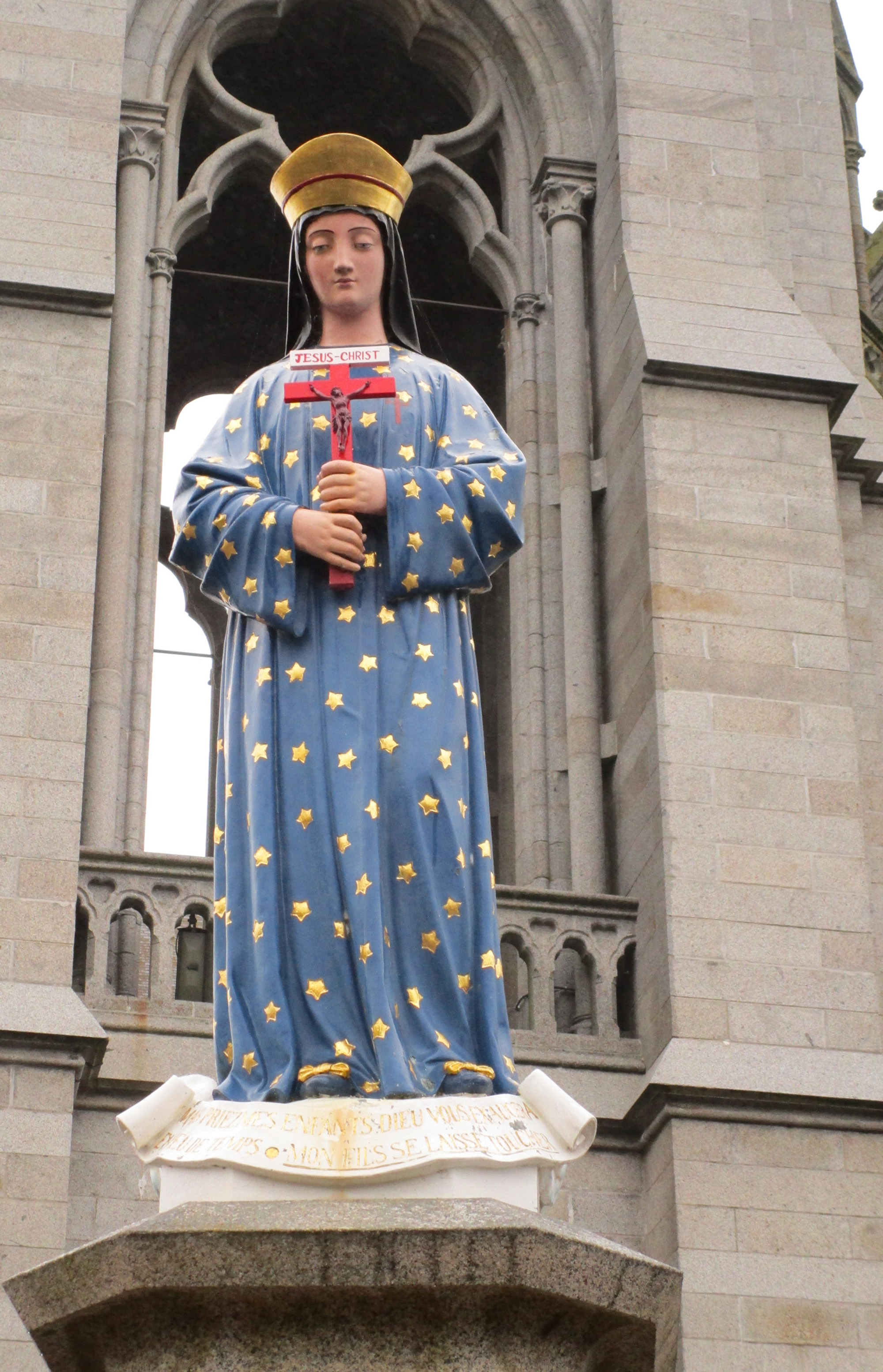
Đức Mẹ Pontmain

Đức Mẹ Pontmain (tiếng Pháp:Notre Dame de Pontmain)hiện ra vào ngày 17 tháng 1 năm 1871 tại Pontmain, nước Pháp sau khi quân Phổ tràn qua biên giới đánh Pháp và bắt Hoàng đế Napoléon III vào ngày 4 tháng 8 năm 1870. Hiện nơi Đức Mẹ hiện ra là một ngôi Thánh Đường khởi công vào năm 1872.

## Lịch sử
Đức Mẹ hiện ra trong lúc chiến tranh Pháp - Phổ diễn ra ác liệt. Sau khi chiếm Paris và bắt Hoàng đế Napoléon III, quân Phổ tiến đánh Brittany cách Paris 250 km và Pontmain thuộc Laval 15 km. Tin báo ấy làm cho người dân cự ngụ ở đây càng thêm hoảng loạn.

Dân làng Pontmain xôn xao về thị kiến

Vào lúc 18 giờ ngày 17 tháng 1 năm 1871, hai anh em Eugène Barbadette, 12 tuổi, và Joseph Barbadette, 10 tuổi, ra ngoài ngắm sao trong khi bà hàng xóm báo cho gia đình về người anh cùng mẹ khác cha của mình. Trong lúc cả hai đang ngắm sao thì Eugène thấy một người phụ nữ mặc áo dài xanh điểm nhiều ngôi sao vàng nhưng không có thắt lưng, mang giày màu xanh, đội khăn màu đen và mão (vương miện) vàng cẩm kim cương, đứng giữa 3 ngôi sao lớn: 1 ngôi ở đầu, 2 ngôi còn lại ở 2 bên, đang đứng trên nóc nhà của ông Augustine. Cậu tri hô cho dân làng thấy thị kiến này, trong đó có nữ tu Vitaline và linh mục chánh xứ. Tuy nhiên, không ai nhìn thấy người phụ nữ đó. Riêng sơ Vitaline và cha sở biết là hai cậu bè đã thấy thị kiến và người phụ nữ chính là Đức Mẹ Maria. Lúc đó, Mẹ vẫn đang dang tay.
Thấy thị kiến đó, sơ Vitaline quỳ xuống đọc Kinh Mân Côi. Từ lúc đó, thị kiến liên tục thay đổi:
- Thánh giá màu đỏ xuất hiện ở ngực bên trái của Mẹ và to dần nên Mẹ phải lấy tay áp lại. Rồi thêm vòng sáng hình bầu dục có gắn 4 cây nến chưa thắp sáng. Đồng thời, 2 hàng sao nhỏ xuống dưới chân Mẹ.
- Sau khi có người báo quân Phổ chiếm Laval, Mẹ giơ tay lên,[1] rồi xuất hiện một khoảng trắng hình chữ nhật dưới chân Mẹ, sau đó xuất hiện các hàng chữ trong đó:

có nghĩa là:
Đến câu thứ 2, Thánh giá càng to thêm, Mẹ phải lấy tay áp nó vào ngực cho đến khi biến mất sau câu thứ 3:
có nghĩa là: